# Sean Bussoli
Sean Bussoli, född 30 juli 1987, är en svensk röstskådespelare. Han har bland annat gjort rösten till Frank i Tv-serien De tre vännerna och Jerry och som den unge Tarzan i Disney-långfilmen Tarzan (1999).